# Датунашвілі Ілля Ілліч
Ілля Ілліч Датунашвілі (груз. ილია დათუნაშვილი, 1 вересня 1937, Батумі — 11 лютого 2022) — радянський футболіст, який грав, як в центрі поля, так і в лінії атаки.

## Ігрова кар'єра
У дорослому футболі дебютував 1957 року виступами за команду «Локомотив» (Кутаїсі). Наступного сезону перейшов до найсильнішого футбольного клубу Грузії — тбіліського «Динамо». В 1962 році команда посіла третє місце в лізі, а Датунашвілі, окрім бронзових медалей, став майстром спорту СРСР. Через два роки новий успіх: тбіліські «динамівці», вперше в своїй історії, здобули золоті нагороди чемпіонату СРСР. У тому році тренери перевели його з півзахисту до атакуючої ланки і Датунашвілі, з 13 голами, став найрезультативнішим гравцем клубу.
1966 року став найкращим бомбардиром чемпіонату СРСР — 20 забитих м'ячів. 22 вересня повторив рекорд результативності ліги в одному матчі. В поєдинку з єреванським «Араратом» п'ять разів вражав ворота суперника. Для цього йому знадобилося 29 хвилин. До нього таке вдалося в 1938 році гравцю ленінградського «Спартака» Євгену Шелагіну. Наступного року здобув другу бронзову нагороду національного чемпіонату і завершив виступи на футбольному полі. Всього за «Динамо» провів 249 матчів (60 голів), із них в чемпіонаті — 199 матчів (46 голів). Двічі обирався до списку найкращих футболістів СРСР (1964, 1966 — № 2). Виступав за другу збірну Радянського Союзу.
| 22 вересня 1966 |

| «Динамо» (Тбілісі)                                                              | 5 : 0 | «Арарат» (Єреван) |
| ------------------------------------------------------------------------------- | ----- | ----------------- |
| Датунашвілі 48' Датунашвілі 59' Датунашвілі 60' Датунашвілі 74' Датунашвілі 77' |       |                   |

| Тбілісі Глядачів: 40 000 |

## Титули і досягнення
- Чемпіон СРСР (1): 1964
- Третій призер (2): 1962, 1967
- Кращий бомбардир чемпіонату СРСР (1): 1966 (20 голів)